# Corsá
Corsá (en catalán y oficialmente Corçà), es un municipio español de la comarca catalana del Bajo Ampurdán, en la provincia de Gerona, situado al oeste de la comarca, en el límite con la del Gironés. Incluye los núcleos de Casavells, Cassà de Pelràs y Matajudaica.

## Símbolos
El escudo heráldico que representa al municipio fue modificado el 18 de junio de 2014. El blasón o descripción textual actual que lo define es el siguiente:

«Escudo en losange de ángulos rectos: de oro, un corazón de gules; la campaña partida; 1º de plata, una cruz llena de gules; y 2º de oro, cuatro palos de gules. Al timbre, una corona de villa.»
Diario Oficial de la Generalidad de Cataluña nº 6658 de 7 de julio de 2014

Anteriormente el municipio usaba otro escudo, definido por el siguiente blasón aprobado el 1 de septiembre del año 2000:

«Escudo embaldosado: de oro, un corazón de gules. Por timbre una corona mural de villa.»
Diario Oficial de la Generalidad de Cataluña nº 3228 de 19 de septiembre de 2000

## Demografía
Corsá cuenta con una población de 1282 habitantes (INE 2024).
| Gráfica de evolución demográfica de Corsá entre 1842 y 2021 |
| |
| Población de derecho según los censos de población del INE Población de hecho según los censos de población del INEEn este censo se denominaba Cursá: 1842 En estos censos se denominaba Corsá: 1857, 1860, 1877, 1887, 1897, 1900, 1910, 1920, 1930, 1940, 1950, 1960, 1970 y 1981 Entre el censo de 1857 y el anterior, crece el término del municipio porque incorpora a Cassá de Pelras Entre el censo de 1970 y el anterior, crece el término del municipio porque incorpora a Casavells |

## Administración
| Periodo   | Nombre                   | Partido |
| --------- | ------------------------ | ------- |
| 2003-2007 | Carles Pongiluppi Pagès  | CiU     |
| 2007-2011 | Maria Carme Güell Parnau | IpP     |